# Luke Norris
Luke Norris (né en septembre 1985) est un acteur anglais surtout connu pour jouer le Dr Dwight Enys dans la série Poldark.

## Filmographie
Cinéma
| Année | Titre                        | Rôle          | Remarques     |
| ----- | ---------------------------- | ------------- | ------------- |
| 2008  | The Duchess                  | Valet de pied |               |
| 2009  | Mine                         | Mitch         | Court métrage |
| 2016  | First Born                   | James         |               |
| 2018  | Been so Long                 | Barney        |               |
| 2022  | The Weekend Away             | Rob           |               |
| 2024  | Strike : the Ink Black Heart | Philip Ormond |               |
|       |                              |               |               |

Télévision
| Année     | Titre                       | Rôle                | Remarques            |
| --------- | --------------------------- | ------------------- | -------------------- |
| 2008      | Les Boloss : Loser attitude | l'amie de Jay       | Saison 1, épisode 4  |
| 2009      | Skins                       | Donny               | Saison 3, épisode 10 |
| 2012      | Titanic                     | Marins Holmes       | Saison 1, épisode 4  |
| 2014      | Our World War               | Lt. Mould           | Saison 1, épisode 3  |
| 2015-2019 | Poldark                     | Docteur Dwight Enys | Saisons 1 à 5        |
| 2016      | Sunday Brunch               | Lui-même            | Saison 5, épisode 32 |
| 2018      | Zoe Ball On                 | Lui-même            | Saison 1, épisode 21 |

## Théâtre
| An   | Titre                  | Rôle    | Remarques             |
| ---- | ---------------------- | ------- | --------------------- |
| 2011 | The Kitchen            | Michael | National Theatre Live |
| 2015 | A View from the Bridge | Rodolfo | National Theatre Live |